# Värtsilän laakson luontokokonaisuus
Värtsilän laakson luontokokonaisuus este o arie protejată (arie specială de conservare — SAC, sit de importanță comunitară — SCI) din Finlanda întinsă pe o suprafață de 212 ha, integral pe uscat.

## Localizare
Centrul sitului Värtsilän laakson luontokokonaisuus este situat la coordonatele 62°12′44″N 30°37′54″E / 62.2122°N 30.6317°E.

## Înființare
Situl Värtsilän laakson luontokokonaisuus a fost declarat sit de importanță comunitară în august 1998 pentru a proteja 2 specii de plante și 1 specie de animale. Situl a fost protejat și ca arie specială de conservare în aprilie 2015.

## Biodiversitate
Situată în ecoregiunea boreală, aria protejată conține 8 habitate naturale: Lacuri eutrofice naturale cu vegetație de tip Magnopotamion sau Hydrocharition, Lacuri și iazuri distrofice naturale, Mlaștini turboase de tranziție și turbării mișcătoare, Pante stâncoase silicioase cu vegetație casmofită, Taiga vestică, Păduri fino-scandinave bogate în ierburi cu Picea abies, Păduri caducifoliate de mlaștină fino-scandinave, Mlaștini împădurite.
La baza desemnării sitului se află mai multe specii protejate:
- plante (2): Diplazium sibiricum, Najas tenuissima
- amfibieni (1): triton cu creastă (Triturus cristatus)

Pe lângă speciile protejate, pe teritoriul sitului au mai fost identificate 9 specii de plante, 73 de specii de păsări, 2 specii de amfibieni, 2 specii de mamifere, 1 specie de nevertebrate.